# Dan Inosanto
Daniel Arca Inosanto (Stockton (Californië), 24 juli 1936) is een Amerikaanse vechtsportleraar van Filipijnse afkomst.
Als directe leerling van Bruce Lee onderwijst hij Jeet Kune Do. Verder onderwijst hij diverse traditionele vechtkunsten, zoals Filipijnse vechtkunst en Pencak Silat in zijn vechtkunstschool, de Inosanto Academy of Martial Arts in Marina del Rey te Californië. Voordat hij werd onderwezen door Bruce Lee, trainde hij in het Amerikaanse Kenpo bij Ed Parker, de grondlegger van deze vechtkunst. Inosanto is een van de drie mensen, die door Bruce Lee officieel is toegestaan om zijn vechtkunst te onderwijzen en verder te verspreiden (Taky Kimura en James Yimm Lee zijn de andere twee). Onder Inosantos leiding hebben zich vele uitstekende vechtkunstenaars ontwikkeld, zoals Paul Vunak, oprichter van de Progressieve Fighting System. Inosanto heeft aantal kleine filmrollen gehad, waaronder in Bruce Lee's onvoltooide laatste film Game of Death in 1973.

## Filmografie
- Big Stan (2008)
- Redbelt (2008)
- Brazilian Brawl (2003) (V)
- Out for Justice (1991)
- Big Trouble in Little China (1986)
- Sharky's Machine
- Long de ying zi (1981)
- Skirmish (1981)
- Chinese stuntman (1981)
- The Killer Elite (1975)
- Game of Death (1973)